# بيتونغ
بيتونغ (بالإنجليزية: Bitung)‏ هي مدينة تقع في إندونيسيا في سولاوسي الشمالية. يقدر عدد سكانها بـ 193,956 نسمة ومساحتها 330.17 كم2 .